# Општина Штефан чел Маре (Олт)
Штефан чел Маре (рум. Ştefan cel Mare) општина је у Румунији у округу Олт.
Oпштина се налази на надморској висини од 71 m.